# Schema (geslacht)
Schema is een vliegengeslacht uit de familie van de oevervliegen (Ephydridae).

## Soorten
- S. acrosticale (Becker, 1903)
- S. durrenbergensis (Loew, 1864)
- S. salinus (Cresson, 1942)